# Seznam španskih pevcev
Seznam španskih pevcev.

## B
- Miguel Bosé (1956)
- Nino Bravo (1944–1973)

## C
- Emma Calvé (1858-1942), soprano

## D
- Shaila Dúrcal (1979)

## E
- Ignacio Encinas

## I
- Paco Ibáñez (1934)
- Enrique Iglesias (1975)
- Julio Iglesias (1943)
- Julio José Iglesias (1973)

## L
- José Antonio Labordeta (1935-2010)
- Lluís Llach

## M
- Carlos Marín (1968-2021)
- Mayte Martín
- Raphael (1943)

## P
- Amancio Prada ?
- María Dolores Pradera (1924-2018)

## R
- Juan Ramón Sánchez (1957-2008)
- Ramón del Castillo Palop (1985)
- Raphael (1943)
- Marina Rossell (1954)

## S
- Joaquín Sabina (1949)
- Joan Manuel Serrat (1943)
- Álvaro Soler (1991)

## U
- Enrique Urquijo (1960-1999)